# Жугурень (комуна)
Жугурень, Жугурені (рум. Jugureni) — комуна у повіті Прахова в Румунії. До складу комуни входять такі села (дані про населення за 2002 рік):
- Бобоч (113 осіб)
- Валя-Унгіулуй (186 осіб)
- Жугурень (282 особи)
- Марджиня-Педурій (162 особи)

Комуна розташована на відстані 77 км на північ від Бухареста, 36 км на північний схід від Плоєшті, 129 км на захід від Галаца, 89 км на південний схід від Брашова.

## Населення
За даними перепису населення 2002 року у комуні проживали 743 особи, усі — румуни. Усі жителі комуни рідною мовою назвали румунську.
Склад населення комуни за віросповіданням:
| Релігія     | Кількість осіб | Відсоток |
| ----------- | -------------- | -------- |
| православні | 740            | 99,6%    |